# Pieve d'Alpago
Pieve d'Alpago är en ort och frazione i kommunen Alpago i provinsen Belluno i regionen Veneto i Italien. 
Pieve d'Alpago upphörde som kommunen den 1 januari 2016 och bildade genom en sammanslagning med de tidigare kommunerna Farra d'Alpago och Puos d'Alpago den nya kommunen  Alpago. Den tidigare kommunen hade 1 872 invånare (2015).